# Alex Loughton
Alexander Michael Loughton, detto Alex (Perth, 3 maggio 1983), è un cestista australiano.

## Carriera
Con l'Australia ha disputato i Campionati oceaniani del 2005.